# Trimalción
Trimalción es un personaje de la novela romana El Satiricón, escrita por Petronio, y que se remonta al siglo I. 

## Biografía
Desempeña un papel único en la sección titulada Cena Trimalchionis (El banquete de Trimalción), donde aparece como un ostentoso y arrogante 'nuevo rico'. Trimalción es un liberto que a través del trabajo duro y la perseverancia ha alcanzado poder y riqueza. Su nombre completo es Cayo Pompeyo Trimalción Mecenatiano, las referencias a Pompeyo y Mecenas en su nombre sirven para ilustrar su carácter ostentoso. El nombre de su esposa es Fortunata, una antigua esclava y corista. Trimalción es conocido por ofrecer grandes fiestas y cenas, donde sus numerosos sirvientes traen una sucesión de manjares exóticos, tales como aves vivas cosidas en el interior de un cerdo, aves vivas dentro de unos huevos falsos que los invitados tienen que "recoger" ellos mismos y un plato para representar todos los signos del zodíaco. Estos banquetes son similares a los que en esa época ofrecía Nerón, que gobernaba el Imperio en esos días, de allí la inspiración de Petronio.
El Satiricón incluye una larga descripción de las propuestas para la tumba de Trimalción (71-72), que es muy ostentosa y lujosa. Esta tumba iba a ser diseñada por un conocido constructor de tumbas llamado Habinnas, que era también uno de los juerguistas presentes en el banquete de Trimalción.